# Angela Aki
Angela Aki (アンジェラ・アキ Angera Aki; født den 15. september 1977) er en japansk sangerinde og sangskriver. Hun er datter af en japansk far og en italiensk-amerikansk mor. Hendes fødselsnavn er Kiyomi Aki (安芸 聖世美 Aki Kiyomi).
Angela Aki taler engelsk og japansk, da hun oprindeligt har boet i Japan, men flyttede til Hawaii som femtenårig, hvor hun dimitterede fra 'Iolani School. Senere dimitterede hun fra George Washington University, hvor hun havde politik og musik som hovedfag.
Hun udgav oprindeligt et indie-album i USA i 2000, kaldet These Words. I 2002 skrev hun musikken til to spor på albummet Let It Fall af den filippinske pop-sangerinde Dianne Eclar. I Japan i 2005 udgav hun et indie-album gennem Virgo Music med titlen One, der gjorde Nobuo Uematsu opmærksom på hendes musik. Angela Aki hører nu under pladeselskabet Sony Music Japan. I 2006 sang hun titelsangen til spillet Final Fantasy XII, Kiss Me Good-Bye.
Angela Akis far, Kiyoshi Aki, er ejer og medstifter af AEON Institute of Language Education, en af de fire største engelske sprogskoler i Japan.
Angela Aki er gode venner med sangerinden og skuespillerinden Yuna Ito; de gik begge på den samme japanske skole.

## Ægteskab
Akis først ægteskab, i Washington D.C., var med producer og kunstner Tony Alany, der med-producerede hendes første album i Vienna, Virginia.
Aki er nu gift med den japanske musikproducer Hide Sanjougi(三上義英). 

## Diskografi

### Studiealbum
| Nr.              | Titel       | Andre oplysninger                                                                          | Salg                |             |
| Indie album      | Indie album | Indie album                                                                                | Indie album         | Indie album |
| ---------------- | ----------- | ------------------------------------------------------------------------------------------ | ------------------- | ----------- |
| 1.               | These Words | - Udgivet: 4. januar 2000 - Servant's Heart Indie Review Total Score: 97/100               | N/A                 |             |
| 2.               | One         | - Udgivet: 9. marts 2005 - HMV's Indies Weekly Charts: #3 - HMV's Indies Yearly Charts: #1 | N/A                 |             |
| Sony Music album |             |                                                                                            |                     |             |
| 1.               | Home        | - Udgivet: 14. juni 2006 - Oricon Top 200 Weekly Peak: #2                                  | 553,402 (2007.5.24) |             |
| 2.               | Today       | - Udgivet: 19. september 2007 - Oricon Top 200 Weekly Peak: #1                             | 201,505 (2008.11.3) |             |
| 3.               | Answer      | - Officielle udgivelsesdato: 25. februar 2009 - Oricon Top 200 Weekly Peak: #1             | 74,068              |             |

### Singler
| Nr. | Titel                                                     | Andre oplysninger                                                                               | Salg    |
| --- | --------------------------------------------------------- | ----------------------------------------------------------------------------------------------- | ------- |
| 1.  | Home                                                      | - Udgivet: 14. september 2005 - Oricon Top 200 Weekly Peak:#38                                  | 15,033  |
| 2.  | Kokoro no Senshi (心の戦士)                               | - Udgivet: 18. januar 2006 - Oricon Top 200 Weekly Peak: #13                                    | 36,717  |
| 3.  | Kiss Me Good-Bye                                          | - Udgivet: 15. marts 2006 (Japan) 16. maj 2006 (USA, digitalt) - Oricon Top 200 Weekly Peak: #6 | 68,968  |
| 4.  | This Love                                                 | - Udgivet: 31. maj 2006 - Oricon Top 200 Weekly Peak: #6                                        | 62,561  |
| 5.  | Sakura iro (サクラ色)                                     | - Udgivet: 7. marts 2007 - Oricon Top 200 Weekly Peak: #8                                       | 105,796 |
| 6.  | Kodoku no Kakera (孤独のカケラ)                           | - Udgivet: 23. maj 2007 - Oricon Top 200 Weekly Peak: #9                                        | 31,534  |
| 7.  | Tashika ni (たしかに)                                     | - Udgivet: 11. juli 2007 - Oricon Top 200 Weekly Peak: #15                                      | 14,653  |
| 8.  | Tegami ~Haikei Juugo no Kimi e~ (手紙～拝啓 十五の君へ～) | - Udgivet: 17. september 2008 - Oricon Top 200 Weekly Peak: #3                                  | 180,742 |

### DVDer
- Angela Aki MY KEYS 2006 in Budokan – 28. marts 2007
- Angela Aki Concert Tour 2007-2008 “TODAY” – 1. oktober 2008